# Трагедия

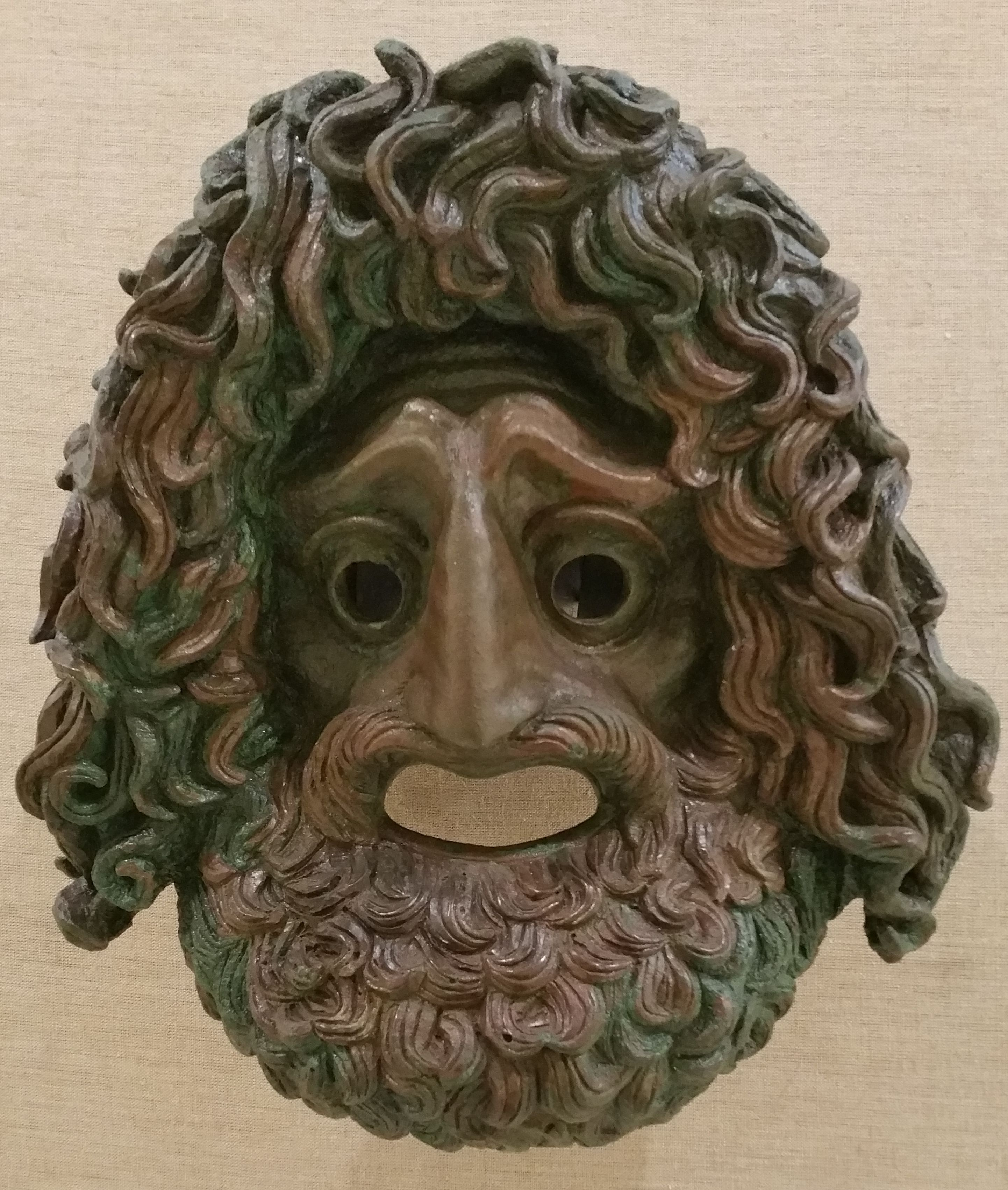
Большая трагическая маска. Середина IV века до н. э. Археологический музей Пирея

Траге́дия (из лат. tragoedia от др.-греч. τραγῳδία) — жанр художественного произведения, предназначенный для постановки на сцене, в котором сюжет приводит персонажей к катастрофическому исходу. Трагедия отмечена суровой серьёзностью, изображает действительность наиболее заострённо, как сгусток внутренних противоречий, вскрывает глубочайшие конфликты реальности в предельно напряжённой и насыщенной форме, обретающей значение художественного символа. Большинство трагедий написано стихами. Произведения часто наполнены пафосом. В современную эпоху к жанру трагедии относят драмы, мелодрамы, трагикомический и эпический театр. Противоположный жанр — комедия.

## В западной художественной традиции
В то время как многие культуры развили формы трагедий, этот термин часто относится к особой драматической традиции, которая исторически сыграла важную роль в самоопределении западной цивилизации. По словам Реймонда Уильямса этот термин часто использовался для обозначения мощного эффекта культурной идентичности и исторической преемственности — «греки и елизаветинцы в одной культурной форме; эллины и христиане в общем случае». Длинный ряд философов, который включает Платона, Аристотеля, Святого Августина, Вольтера, Юма, Дидро, Гегеля, Шопенгауэра, Кьеркегора, Ницше, Фрейда, Беньямина, Камю, Лакана и Делёза анализировал, размышлял и критиковал этот жанр.

## Древнегреческая трагедия

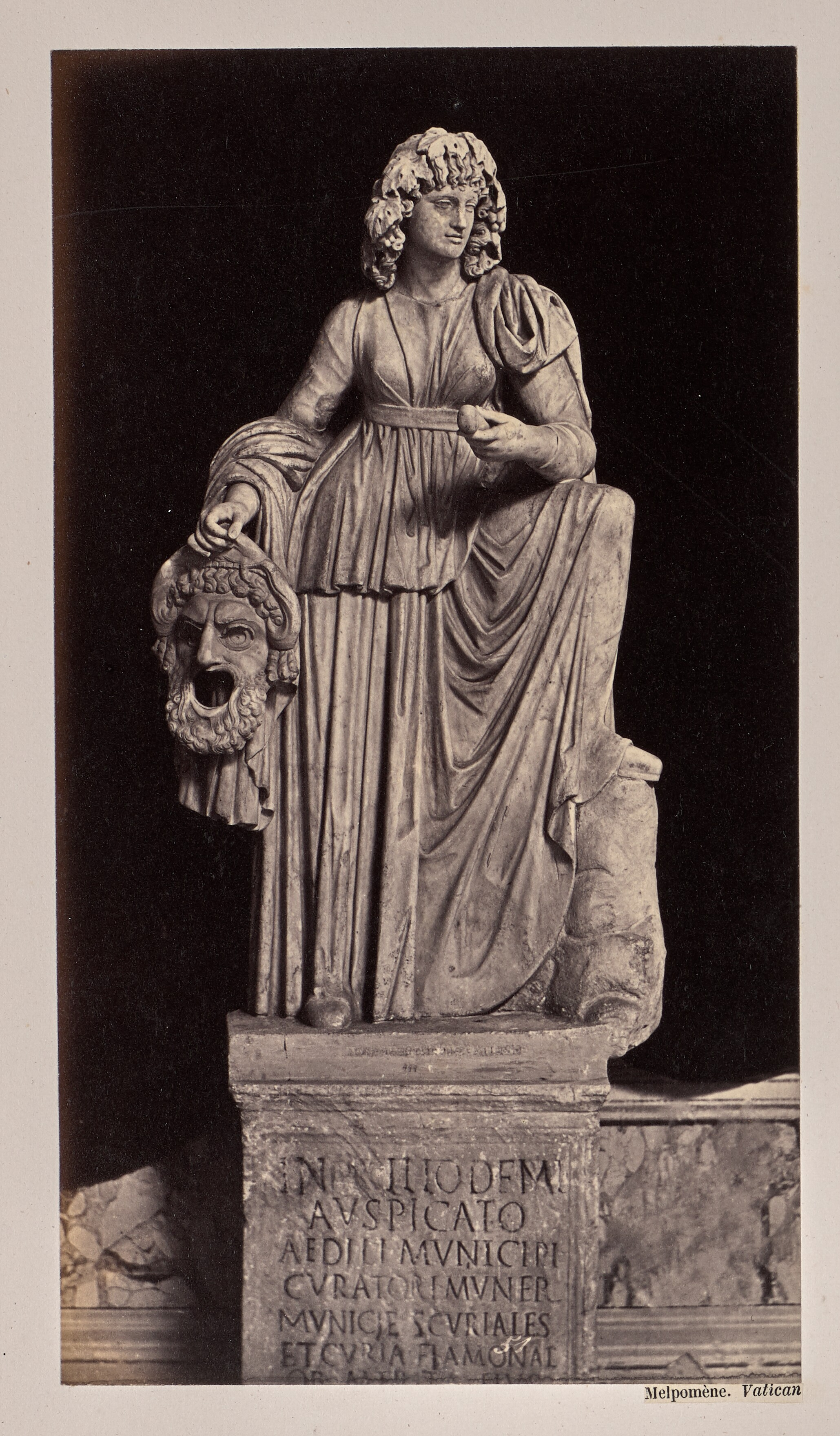
Мельпомена, муза трагедии — античная статуя. Ватикан, 1859 г.

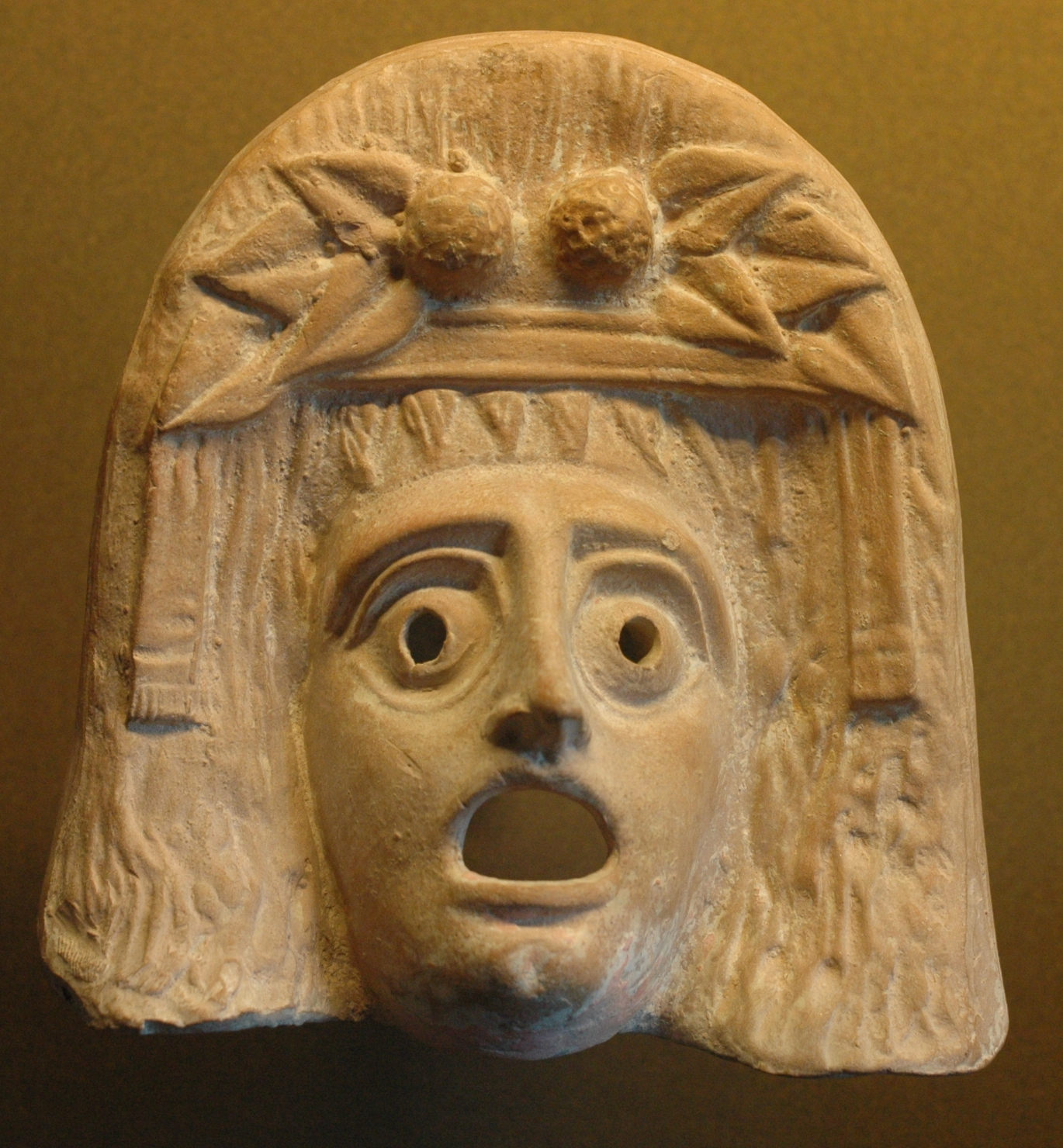
Маска, изображающая Диониса. II или I век до н. э. Лувр

Как отмечал В. Н. Ярхо, «Аристотель указывает также, что трагедия была сначала шутливой, так как возникла из хора сатиров, и только позднее стала серьёзной», что и отражено в греческом слове: др.-греч. τράγος, «козёл» + ᾠδή, «пение».
Древнегреческая трагедия возникла из религиозно-культовых обрядов, посвящённых богу Дионису, и сохранила печать ритуально-религиозного действа. Понятие «трагедия» связано с пением сатиров (в греческой мифологии козлоногие существа), образы которых использовались в религиозных обрядах древней Греции в честь бога Диониса.
Греческая трагедия есть воспроизведение, сценическое разыгрывание мифа с его борьбой между поколениями (богов, героев); она приобщала зрителей к единой для целого народа и его исторических судеб реальности. Именно поэтому греческая трагедия даёт совершенные образцы законченных, органических произведений искусства (Эсхил, Софокл); безусловной реальностью происходящего она глубоко, психологически и физиологически потрясает зрителя, вызывая в нём сильнейшие внутренние конфликты и разрешая их в высшей гармонии (посредством катарсиса). Такого единства жизненного и художественного, реального и мифологического, непосредственного и символически-обобщённого позднейшая трагедия не знала — оно начинает разрушаться уже у Еврипида в связи со становлением человеческой индивидуальности, с расколом между судьбой личности и судьбой народа. Отныне трагедия становится жанром литературы, который в течение долгих столетий определяется правилами (римская трагедия, например Сенека, средневековая византийская и латинская).
Согласно «Поэтике» Аристотеля, «трагедия через чувства сострадания и страха достигает их очищения».

## Трагедия в эпоху Возрождения
Развитие жанра трагедии неравномерно: новый расцвет наступает в кризисную эпоху Позднего Возрождения и барокко, когда литературно-риторический жанр вновь насыщается изнутри конфликтами эпохи и находит для себя реальное воплощение в живой традиции народного театра. Таким образом, реальность вновь была осмыслена как трагическое свершение и разыграна как трагическая в формах театра.
Кризис и «распад времён» выразились в испанской трагедии от Л. Ф. де Вега Карпьо до Кальдерона де ла Барка и наиболее ярко — в английской трагедии, прежде всего У. Шекспира, формально далёкая от античности, шекспировская трагедия изображает бесконечную реальность человеческого мира, которую не собрать в узел одного конфликта в критический миг напряжения и разрешения, — сама кризисность неисчерпаема, можно лишь эпически неторопливо прослеживать назревание кризиса, выявляя его во всём разнообразии жизненных форм, оттеняя и усиливая трагическое иронией и комизмом. Трагизм Шекспира не укладывается в рамки отдельного (конфликта или характера героя), но обнимает собой всё, — как и сама действительность, личность героя внутренне открыта, не определена до конца, способна на изменения, даже резкие сдвиги. В середине XVII века, особенно в Германии, противоречия эпохи предстают в крайнем обобщении: в трагедиях А. Грифиуса жизнь — жестокое, кровавое действо накануне конца истории, и задача трагического персонажа — окончательный нравственный выбор вечного блаженства или вечных мук.
Во Франции, как результат рационалистического осмысления риторической традиции и её использования для реализации этических конфликтов в духе рационалистической психологии и философии, возникают блестящие образцы трагедии классицизма (П. Корнель, Ж. Расин), трагедия «высокого стиля» с непременным соблюдением так называемых «трёх единств» (времени, места, действия); эстетическое совершенство выступает как результат сознательного самоограничения поэта, как виртуозно разработанная чистая формула жизненного конфликта.

## Трагедия в Новое время
Реальность буржуазного общества оказалась критической для самого существования жанра трагедии — жизнь бесконечно дробится, подчиняясь трезвой прозе обыденности; одновременно разрушается риторический канон литературных форм, рушится противопоставление стилей по их «высоте» и торжествует «среднее» — в драматургии «драма» как средний между трагедией и комедией вид (см. Драма, раздел 2-й). Трагическое напряжение и обобщённость стали достигаться косвенными способами (в том числе на комическом материале). Если на рубеже XVIII—XIX вв. Ф. Шиллер создаёт трагедию, обновляя «классический» стиль, то в эпоху романтизма трагедия «обратна» античной — залогом субстанциального содержания становится не мир, а индивид с его душой (трагическая драма В. Гюго, Дж. Байрона, М. Ю. Лермонтова). В Австрии Ф. Грильпарцер сталкивает «барочный» стройный образ мира с опустошённостью современности; в Германии К. Ф. Хеббель пытается возродить героическую действительность через трагедию, изнутри её.
В России реализм даёт убедительные образцы трагической драматургии на основе широкого и углублённого изображения непосредственной действительности («Гроза» А. Н. Островского, «Власть тьмы» Л. Н. Толстого); родство с жанром трагедии сохраняет «историческая драма» А. С. Пушкина и А. К. Толстого.
С конца XIX века появляются многочисленные стилизации, возрождающие классическую трагедию и трагедию в «высоком стиле» — пьесы Г. фон Гофмансталя, Вячеслава Иванова, Г. Гауптмана, Т. С. Элиота, П. Клоделя, позже — Ж. П. Сартра, Ж. Ануя и др.; эти эстетически оправданные и неизбежные опыты свидетельствуют, однако, о кризисе всей современной драмы; настроение безысходности, крайнего отчаяния, запечатлённое в многочисленных западных пьесах, отрезает путь к трагедии, коль скоро авторы пьес уже ощущают себя «по ту сторону» совершившихся трагических событий, которые не оставляют человеку простора для действий, а сами по себе превосходят в своей трагичности возможности искусства.